# فاضل أباد (زرين دشت)
فاضل أباد (بالفارسية: فاضل‌آباد) هي قرية تقع في إيران في قسم زرين دشت الريفي. يقدر عدد سكانها بـ 425 نسمة .